# Now or Never (Lied)
Now or Never ist ein Lied und die Debütsingle des deutschen Sängers Mark Medlock, das im Juni 2007 erschien. Medlock gewann hiermit die vierte Staffel von Deutschland sucht den Superstar.

## Entstehung und Veröffentlichung
Getextet, komponiert und produziert wurde das Lied alleine von Dieter Bohlen.
Die Erstveröffentlichung von Now or Never erfolgte als Single am 11. Mai 2007 bei Columbia Records. Diese erschien als 2-Track-CD-Single mit der B-Seite Only a Fool (Katalognummer: 88697 100552) sowie als CD-Maxi-Single, die um eine Akustik- und Instrumentalversion erweitert wurde (Katalognummer: 88697 100562). Am 15. Juni 2007 erschien das Lied als Teil von Medlocks Debütalbum Mr. Lonely (Katalognummer: 88697 073772).

## Deutschland such den Superstar
Im Finale der 4. Deutschland-sucht-den-Superstar-Staffel wurde der Titel von Mark Medlock erstmals gesungen. Martin Stosch interpretierte seinen Final-Song I Can Reach Heaven From Here. In der Jury der Staffel saßen neben Dieter Bohlen, Heinz Henn und Anja Lukaseder. Nach einem deutlichen Sieg (78,02 % Prozent) gewann Medlock die Staffel, erhielt einen Plattenvertrag bei Columbia Records und durfte somit seinen Titel dort als Single veröffentlichen.

## Musikvideo
Das Musikvideo entstand wenige Tage nach dem Finale im Mai 2007 unter der Regie von Robert Bröllochs. Im Oktober 2009 wurde es erneut auf YouTube veröffentlicht, wo es bis Dezember 2024 über 1,4 Millionen Aufrufe zählt.

## Kommerzieller Erfolg

### Chartplatzierungen
Now or Never avancierte zum Nummer-eins-Hit in Deutschland, Österreich und der Schweiz.
| ChartsChartplatzierungen | Höchstplatzierung | Wochen |
| ------------------------ | ----------------- | ------ |
| Deutschland (GfK)        | 1 (14 Wo.)        | 14     |
| Österreich (Ö3)          | 1 (21 Wo.)        | 21     |
| Schweiz (IFPI)           | 1 (16 Wo.)        | 16     |

| ChartsJahrescharts (2007) | Platzierung |
| ------------------------- | ----------- |
| Deutschland (GfK)         | 7           |
| Österreich (Ö3)           | 14          |
| Schweiz (IFPI)            | 25          |

### Auszeichnungen für Musikverkäufe
| Land/Region        | Auszeichnungen für Musikverkäufe (Land/Region, Auszeichnung, Verkäufe) | Verkäufe |
| ------------------ | ---------------------------------------------------------------------- | -------- |
| Deutschland (BVMI) | Platin                                                                 | 300.000  |
| Österreich (IFPI)  | Gold                                                                   | 15.000   |
| Insgesamt          | 1× Gold · 1× Platin ·                                                  | 315.000  |